# 细花福王草
细花福王草（学名：Prenanthes leptantha）为菊科的植物，是中国特有的多年生草本植物。舊屬福王草属，今屬耳菊屬（Nabalus）。

## 分佈及棲息地
本物種目前只見於中国大陆的四川黑水海拔2700米的位置，目前尚未由人工引种栽培。

## 形態描述
根據《中國植物志》：
高1.3米。茎单生，直立，上部圆锥状花序分枝，全部茎枝紫红色。基生叶及中部与下部茎叶未见。上部茎叶及接圆锥花序下部的叶羽状深裂，顶裂片椭圆形，与侧裂片等大、几等大或稍大，侧裂片2-3对，长椭圆形，偏斜对生或互生，长1-2厘米，宽0.7-1厘米；叶有短叶柄，全部叶裂片顶端急尖或钝，边缘无锯齿或少锯齿，齿顶有微尖头，两面被短糙毛。头状花序多数，在茎枝顶端排成圆锥花序，花梗有稠密的柔毛。总苞狭圆柱状，长1.2厘米，宽2毫米；总苞片3层，外层及最外层短，长三角形或披针形，长2毫米，宽1毫米，顶端急尖，内层长，5枚，线形，长1.2厘米，宽1毫米，顶端急尖，全部苞片外面被稀疏卷毛或脱毛乃至无毛，绿色。舌状小花5枚，红色。瘦果褐色，圆柱状，4肋棱，肋棱间有细脉纹，顶端截形。冠毛2层，浅褐色或污黄色，长7毫米，细锯齿状。花果期8月。